# Leslie Lührs
Leslie Lührs (né le 23 mars 2001 à Munich) est un coureur cycliste allemand. Son frère cadet Luis-Joe est également coureur cycliste.

## Biographie
Sportif dès sa tendre enfance, Leslie Lührs commence le football à trois ans et joue pendant neuf années au TSV Ottobrunn (de). Il découvre par hasard sa passion pour le cyclisme en septembre 2013 lorsque sa mère, triathlète, lui propose de l'accompagner dans ses sorties d'entraînement en vélo. Après quelques mois de pratique, il prend sa première licence en 2014 au RSV Irschenberg,. 
Pour ses débuts juniors (moins de 19 ans), il intègre la Team Auto Eder Bayern en 2018, réserve de l'équipe World Tour allemande Bora-Hansgrohe. Rapidement, il se distingue en remportant le championnat d'Allemagne sur route juniors et une étape du Sint-Martinusprijs Kontich, qu'il termine à la troisième place du classement général. L'année suivante, il se classe notamment sixième de Paris-Roubaix juniors et du Tour de Haute-Autriche juniors. Il intègre ensuite l'équipe continentale autrichienne Tirol-KTM en 2020, avec plus de trente victoires au compteur. 
En 2022, il est recruté par l'équipe Lotto-Kern-Haus. Il finit notamment deuxième de l'Orlen Nations Grand Prix, manche de la Coupe des Nations Espoirs. L'année suivante, il s'impose sur une étape du Flanders Tomorrow Tour. Il termine par ailleurs deuxième de trois étapes du Dookoła Mazowsza. 

## Palmarès
- 2018
  -  Champion d'Allemagne sur route juniors
  - 2e étape du Sint-Martinusprijs Kontich
  - 3e du Sint-Martinusprijs Kontich
- 2019
  - 3eb étape du Saarland Trofeo (contre-la-montre par équipes)
- 2021
  - 3e du Kirschblütenrennen
- 2022
  - 2e de l'Orlen Nations Grand Prix
- 2023
  - 3e étape (b) du Flanders Tomorrow Tour

### Classements mondiaux
| Année                                 | 2022 | 2023  | 2024  |
| ------------------------------------- | ---- | ----- | ----- |
| Classement mondial                    | 708e | 2029e | 2691e |
| UCI Europe Tour                       | 545e | nc    | nc    |
|                                       |      |       |       |
| Légende : nc = non classéSource : UCI |      |       |       |